# Septembre 1845

## Événements
- 4 septembre : Bugeaud retourne en congé en France.

- 6 septembre, France : Mme Hamelin obtient de Biard l'autorisation de transférer Léonie de la prison Saint-Lazare dans un couvent.

- 8 septembre :
  - seconde visite de la reine Victoria à Louis-Philippe au château d'Eu;
  - Victor Hugo part pour un bref voyage dans les environs de Paris. On ne sait si Léonie l'accompagne.

- 10 septembre : Léonie Biard-d'Aunet entre au couvent des Augustines (elle y restera six mois environ).

- 20 septembre, France :
  - Ordonnance du Roi portant autorisation de la Compagnie du chemin de fer du Nord.
  - Gobineau est mécontent de la Revue Nouvelle, qu'il pense quitter, à moins d'en obtenir les satisfactions qu'il demande.

- 22 septembre :
  - France : ordonnance du Roi portant autorisation de la Compagnie du chemin de fer de Fampoux à Hazebrouck.
  - Massacre de la garnison de Djemma-Ghazaouât.

- 23 septembre : soulèvement de Rimini contre le pape.
  - Après l’échec du soulèvement mazzinien en Romagne, Massimo d'Azeglio met l’accent sur le caractère rétrograde et figé du gouvernement pontifical qui suscite d’innombrables révoltes. Il envisage des réformes, voire une intervention piémontaise en Italie centrale, et réussit à convaincre Charles-Albert du bien-fondé d’une confédération italienne débarrassée de l’influence autrichienne.

- 23 au 26 septembre : bataille de Sidi-Brahim.
  - De son côté Abd el-Kader, réfugié au Maroc oriental, s’efforce sans grand succès de réunifier les tribus divisées. Il reçoit le soutien des Kabyles du Djurjura et dans le sud-ouest, des Awla Sidi Shaykh et reprend le combat. Le 26 septembre, 5000 de ses hommes anéantissent près de Sidi-Brahim les 430 hommes du lieutenant-colonel de Montagnac. Quelques jours plus tard, un détachement français capitule sans combattre près d’Aïn Témouchent.
  - Ces deux événements sont à l’origine d’une grande insurrection qui dure de novembre 1845 à juillet 1846. Bugeaud rentre précipitamment de métropole et repart en campagne (1845-1847).

- 26 septembre : Victor Hugo et Juliette Drouet reviennent en pèlerinage aux Metz.

## Naissances
- 6 septembre : Charles Czernicki (mort le 28 juillet 1917), médecin militaire français.
- 11 septembre : Émile Baudot (mort en 1903), ingénieur français.